# Liste der Bezirke in Mähren
Diese Liste der Gerichtsbezirke in Mähren listet alle ehemaligen Gerichtsbezirke im österreichischen Kronland Mähren auf.

## Geschichte

Einteilung in Politische Bezirke 1893

Einteilung in Bezirke und Gerichtsbezirke Mährens und Schlesiens 1938

Die Mitte des 19. Jahrhunderts bestehende, in dieser Form seit 1784 geltende Patrimonialgerichtsbarkeit wurde im Kaisertum Österreich nach den Revolutionsjahren 1848/49 aufgehoben. Bis zu diesem Zeitpunkt hatte es in Böhmen 1090 verschiedene Gerichte erster Instanz gegeben. Neben den 868 Dominikalgerichten bestanden in Böhmen 142 Gerichte in den Munzipalstädten, 56 Gerichte in königlichen Städten, 19 Kriminalgerichte, vier Berggerichte und ein Gericht des k. k. böhmischen Landrechts. An ihre Stelle traten nun die Bezirks-, Landes- und Oberlandesgerichte, die nach den Grundzüge des Justizministers geplant und deren Schaffung am 6. Juli 1849 von Kaiser Franz Joseph I. genehmigt wurde. Die Gerichtseinteilung durch das Justizministerium erfolgte nach Angabe des Justizministers nach vier Hauptkriterien. Zunächst sollten die bisher bestehenden Dominien nicht zerstückelt werden und die Steuergemeinden in ihren Grenzen erhalten werden. Weiters wurde bei der Gerichtseinteilung Rücksicht auf die territorialen Gegebenheiten wie Bevölkerungsdichte, Verkehrsanbindungen, Wirtschaftsstruktur und die bisherige Gerichtsordnung Rücksicht genommen. Eine weitere Rolle bei der Gerichtseinteilung spielten die Sprachgrenzen. Als Sitz der Bezirksgerichte sah das Ministerium nur Städte vor, die bereits Sitz von Magistraten gewesen waren.
Ab 1850 wurden in allen Gebieten der Monarchie außer Ungarn die alten großen Kreise durch politische Bezirke (der Exekutive) ersetzt, von denen jeder aus einem oder mehreren Gerichtsbezirken (der Judikative) bestand. In den österreichischen Bundesländern besteht diese Einteilung bis heute. Normalerweise war ein politischer Bezirk (tschechisch: politický okres) kleiner als ein ehemaliger alter Kreis, und ein Gerichtsbezirk (tschechisch: soudní okres) ist kleiner als ein Politischer Bezirk. Mähren hatte 32 politische Bezirke.
Die nachfolgende Bezirkeinteilung galt, abgesehen von kleineren Änderungen und der Neuschaffung dreier Bezirke (Bärn, Mährisch Ostrau und Wesetin), auch in der Ersten Tschechoslowakischen Republik weiter:
| Deutsche Bezeichnung   | Tschechische Bezeichnung | Verwaltungseinheit | Gerichtsbezirk(e)                                   | Zeitraum    |
| ---------------------- | ------------------------ | ------------------ | --------------------------------------------------- | ----------- |
| Auspitz                | Hustopeče                | Politischer Bezirk | Auspitz, Klobouk, Seelowitz                         | (1862–1938) |
| Boskowitz              | Boskovice                | Politischer Bezirk | Blanz, Boskowitz, Kunstadt                          | (1862–1938) |
| Brünn                  | Brno                     | Politischer Bezirk | Brünn, Eibenschütz                                  | (1862–1938) |
| Datschitz              | Dačice                   | Politischer Bezirk | Datschitz, Teltsch                                  | (1862–1938) |
| Gaya                   | Kyjov                    | Politischer Bezirk | Gaya, Steinitz                                      | (1862–1938) |
| Göding                 | Hodonín                  | Politischer Bezirk | Göding, Lundenburg, Straßnitz                       | (1862–1938) |
| Groß Meseritsch        | Velké Meziříčí           | Politischer Bezirk | Groß Bittesch, Groß Meseritsch                      | (1862–1938) |
| Hohenstadt             | Zábřeh                   | Politischer Bezirk | Hohenstadt, Müglitz, Schildberg                     | (1862–1938) |
| Holleschau             | Holešov                  | Politischer Bezirk | Bystritz a.H., Holleschau, Wisowitz                 | (1862–1938) |
| Iglau                  | Jihlava                  | Politischer Bezirk | Iglau                                               | (1862–1938) |
| Kremsier               | Kroměříž                 | Politischer Bezirk | Kremsier, Zdounek                                   | (1862–1938) |
| Littau                 | Litovel                  | Politischer Bezirk | Konitz, Littau                                      | (1862–1938) |
| Mährisch Budwitz       | Moravské Budějovice      | Politischer Bezirk | Jamnitz, Mährisch Budwitz                           | (1896–1938) |
| Mährisch Kromau        | Moravský Krumlov         | Politischer Bezirk | Hrottowitz, Mährisch Kromau                         | (1862–1938) |
| Schönberg              | Šumperk                  | Politischer Bezirk | Mährisch Altstadt, Mährisch Schönberg, Wiesenberg   | (1862–1938) |
| Mährisch Trübau        | Moravská Třebová         | Politischer Bezirk | Gewitsch, Mährisch Trübau, Zwittau                  | (1862–1938) |
| Mährisch Weißkirchen   | Hranice na Moravě        | Politischer Bezirk | Leipnik, Mährisch Weißkirchen                       | (1862–1938) |
| Mistek                 | Místek                   | Politischer Bezirk | Frankstadt, Mistek                                  | (1862–1938) |
| Neustadtl in Mähren    | Nové Město na Moravě     | Politischer Bezirk | Bistritz ob Pernstein, Neustadtl in Mähren, Saar    | (1862–1938) |
| Neutitschein           | Nový Jičín               | Politischer Bezirk | Freiberg, Fulnek, Neutitschein                      | (1862–1938) |
| Nikolsburg             | Mikulov na Morave        | Politischer Bezirk | Nikolsburg, Pohrlitz                                | (1862–1938) |
| Olmütz                 | Olomouc                  | Politischer Bezirk | Olmütz                                              | (1862–1938) |
| Prerau                 | Přerov                   | Politischer Bezirk | Kojetein, Prerau                                    | (1862–1938) |
| Prossnitz              | Prostějov                | Politischer Bezirk | Plumenau, Prossnitz                                 | (1862–1938) |
| Römerstadt             | Rýmařov                  | Politischer Bezirk | Römerstadt                                          | (1862–1938) |
| Sternberg              | Šternberk                | Politischer Bezirk | Mährisch Neustadt, Sternberg                        | (1862–1938) |
| Tischnowitz            | Tišnov                   | Politischer Bezirk | Tischnowitz                                         | (1862–1938) |
| Trebitsch              | Třebíč                   | Politischer Bezirk | Namiest an der Oslawa, Trebitsch                    | (1862–1938) |
| Ungarisch Brod         | Uherský Brod             | Politischer Bezirk | Bojkowitz, Ungarisch Brod, Wall. Klobouk            | (1862–1938) |
| Ungarisch Hradisch     | Uherské Hradiště         | Politischer Bezirk | Napajedl, Ungarisch Hradisch, Ungarisch Ostra       | (1862–1938) |
| Wallachisch Meseritsch | Valašské Meziříčí        | Politischer Bezirk | Rosenau unter dem Radhoscht, Wallachisch Meseritsch | (1862–1938) |
| Wischau                | Vyškov                   | Politischer Bezirk | Austerlitz, Butschowitz, Wischau                    | (1862–1938) |
| Znaim                  | Znojmo vankov            | Politischer Bezirk | Frain, Joslowitz, Znaim                             | (1862–1938) |
| Brünn                  | Brno-město               | Statutarstadt      | Brünn                                               | (1862–1938) |
| Iglau                  | Jihlava                  | Statutarstadt      | Iglau                                               | (1862–1938) |
| Kremsier               | Kroměříž                 | Statutarstadt      | Kremsier                                            | (1862–1938) |
| Olmütz                 | Olomouc                  | Statutarstadt      | Olmütz                                              | (1862–1938) |
| Ungarisch Hradisch     | Uherské Hradiště         | Statutarstadt      | Ungarisch Hradisch                                  | (1862–1938) |
| Znaim                  | Znojmo                   | Statutarstadt      | Znaim                                               | (1862–1938) |
| Bärn                   | Moravský Beroun          | Politischer Bezirk | Hof, Stadt Liebau                                   | (1920–1938) |
| Mährisch Ostrau        | Ostrava                  | Politischer Bezirk | Mährisch Ostrau                                     | (1920–1938) |
| Wesetin                | Vsetín                   | Politischer Bezirk | Wesetin                                             | (1920–1938) |